# Доничи Инфериоре (Козенца)
Доничи Инфериоре је насеље у Италији у округу Козенца, региону Калабрија.
Према процени из 2011. у насељу је живело 1178 становника. Насеље се налази на надморској висини од 490 м.